# Чај и симпатија (представа)
Чај и симпатија је позоришна представа коју је режирао Михаило Тошић према тексту Роберта Андерсона.
Представа је реализована у продукцији позоришта ДАДОВ, као друга премијера омладинског позоришта.
Премијерно приказивање било је 26. априла 1959. у Савременом позоришту.
Помоћник редитеља на представи био је Србољуб Милин а музичке илустрације је реализовао Владимир Вучковић.

## Улоге
| Лица          | Глумци                                        |
| ------------- | --------------------------------------------- |
| Том Ли        | Момчило Баљак                                 |
| Зора Рејнолдс | Зорица Миладиновић                            |
| Хеберт Ли     | Михаило Тошић                                 |
| Бил Рејнолдс  | Милош Жутић                                   |
| Дејвид Херис  | Милан Буњевац                                 |
| Ал Томпсон    | Томислав Лутовац                              |
| Ралф          | Србољуб Милин                                 |
| Фил           | Михајло Павличић                              |
| Факир         | Војислав Васић                                |
| Професор      | Томислав Лутовац                              |
| Џумбус Џејн   | Марија Манојлов                               |
| Жика рок      | Србољуб Милин                                 |
| Прва девојка  | Мирјана Радојловић                            |
| Друга девојка | Ружица Ковачевић                              |
| Трећа девојка | Олга Шоргић                                   |
| Глас аждаје   | Томислав Лутовац Зоран Ратковић Михаило Тошић |